# Blajan
Blajan é uma comuna francesa na região administrativa da Occitânia, no departamento do Alto Garona. Estende-se por uma área de 12.68 km², com 478 habitantes, segundo os censos de 2018, com uma densidade de 38 hab/km².